# FNSS Defence Systems
FNSS Savunma Sistemleri A.Ş. (англ. FNSS Defence Systems A.Ş.) — турецький виробник оборонної продукції, заснований у 1988 році. Він належить 51% Nurol Holding з Туреччини та 49% британсько-американській фірмі BAE Systems Inc., і управляє підприємствами, розташованими в Гьолбаші, Анкара.
FNSS було засновано як спільне підприємство FMC Corporation і Nurol Holding як FMC Nurol Savunma Sanayii A.Ş. Це основний постачальник гусеничної та колісної бронетехніки та систем озброєння для збройних сил Туреччини та збройних сил союзників.

## Продукція

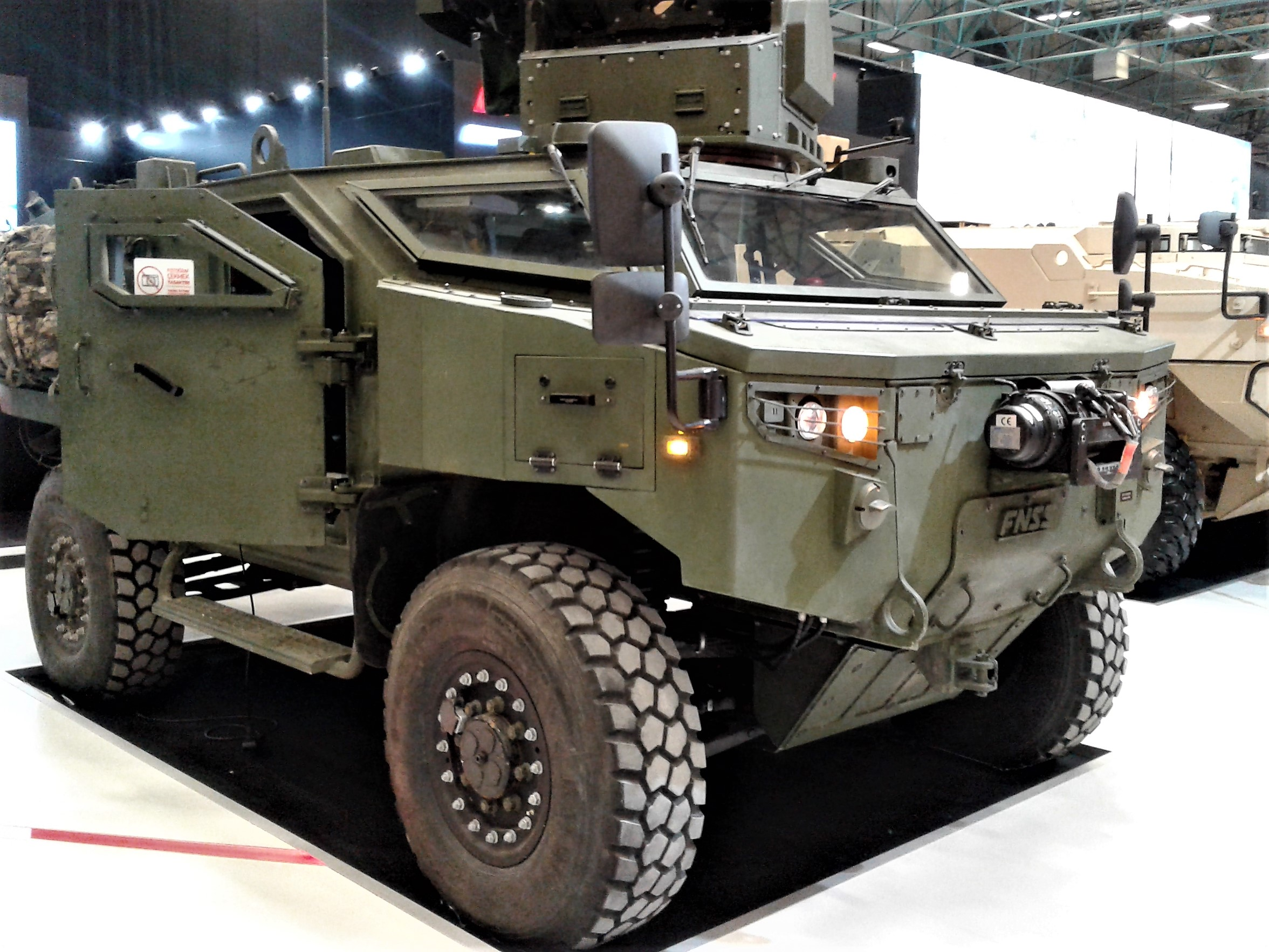
FNSS Pars 4x4 Anti-tank на IDEF 2019.
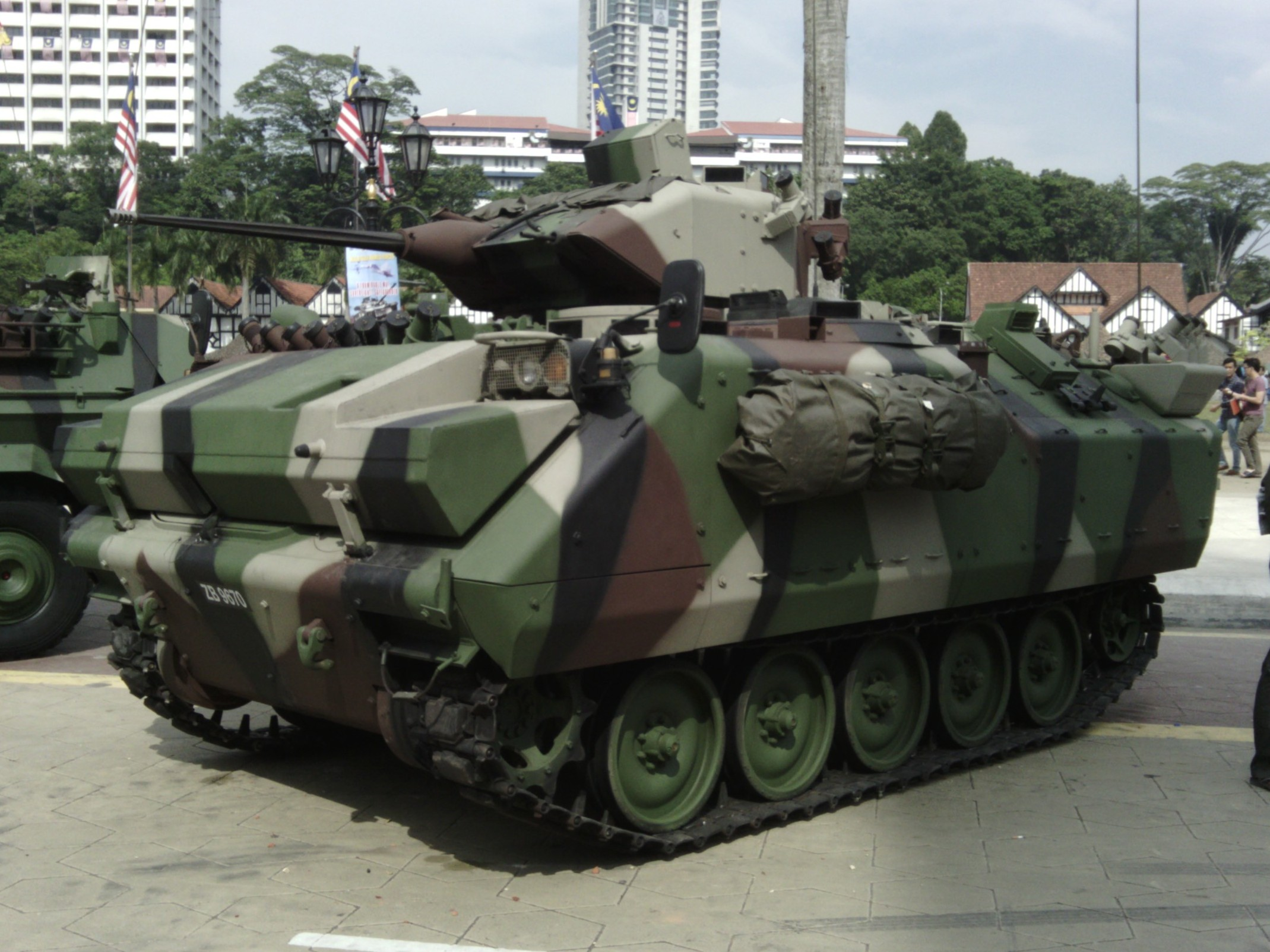
FNSS ACV-300 Adnan армії Малайзії

## Схожі компанії
- Otokar